# Athestia elongata
Athestia elongata är en insektsart som beskrevs av Melichar 1914. Athestia elongata ingår i släktet Athestia och familjen Tropiduchidae. Inga underarter finns listade i Catalogue of Life.